# Разлив дизельного топлива в Норильске
Разли́в ди́зельного то́плива в Нори́льске — экологическая катастрофа, произошедшая 29 мая 2020 года в районе Кайеркан города Норильска. Авария на резервуаре № 5 ТЭЦ-3, принадлежащей Норильско-Таймырской энергетической компании (НТЭК) — дочернему предприятию «Норникеля», привела к утечке около 21 тысячи тонн дизельного топлива. Топливо попало в близлежащие реки Амбарная и Далдыкан, а также озеро Пясино, создав угрозу для экосистемы Северного Ледовитого океана. Разлив нефтепродуктов стал одним из крупнейших в Арктике за всю историю и привёл к значительному экологическому ущербу.
Авария была вызвана сочетанием технологических, климатических и человеческого факторов. Основной причиной стала разгерметизация резервуара № 5 на ТЭЦ-3 вследствие проседания свайного основания, вызванного таянием вечной мерзлоты. «Норникель» мог предотвратить катастрофу, однако компания систематически игнорировала нормы эксплуатации и необходимость своевременной модернизации оборудования. Так, руководство компании знало об аварийном состоянии резервуара с 2017 года, однако продолжало его использовать.
«Норникель» потратил более 10 млрд рублей на работы по устранению разлива, включая установку боновых барьеров, сбор топлива и загрязнённого грунта. Однако эксперты отмечают, что задержка в начале ликвидационных мероприятий привела к распространению загрязнения до озера Пясино, что создало риски для экосистемы Северного Ледовитого океана. Авария также негативно отразилась на коренных малочисленных народах Таймыра, чья традиционная деятельность, связанная с рыболовством и оленеводством на пострадавшей территории, оказалась под угрозой. Несмотря на снижение уровня нефтепродуктов в близлежащих водоёмах до удовлетворительного, по состоянию на 2024 год, продолжается загрязнение региона отходами предприятий «Норникеля». Концентрации железа, меди и никеля в водоёмах остаются значительно выше допустимых значений.
Росприроднадзор оценил ущерб природе от разлива нефтепродуктов в 147 млрд рублей. «Норникель» выплатил компенсацию экологического вреда в размере 146 млрд 177 млн рублей. Из этой суммы компания обязана была выплатить 145 млрд 492 млн в доход государства, а почти 685 млн — в городской бюджет Норильска. Однако на июнь 2024 года значительная часть компенсации не дошла до пострадавшего региона: городской бюджет Норильска получил лишь 29,7 млн рублей — менее 5% от назначенной суммы. Также компания выплатила 174 млн рублей коренным народам, пострадавшим при разливе топлива, и пообещала потратить 2 млрд рублей на развитие инфраструктуры в регионе. Выплаты в размере 250 тысяч рублей были назначены 669 представителям коренных народов. При этом в подготовленных «Норникелем» соглашениях было условие, по которому общины должны были отказаться от права на дальнейшие компенсации.
Уголовные дела в связи с разливом дизельного топлива в Норильске были возбуждены Следственным комитетом России по статьям 254 («Порча земли»), 246 («Нарушение правил охраны окружающей среды при производстве работ») и 250 («Загрязнение вод») Уголовного кодекса РФ. Следствие обвинило руководителей ТЭЦ-3, включая директора Павла Смирнова, главного инженера Алексея Степанова, заместителя главного инженера Юрия Кузнецова и начальника котлотурбинного цеха Вячеслава Старостина. Суд назначил им исправительные работы, однако все они были освобождены от наказания в связи с истечением срока давности. Бывший мэр Норильска Ринат Ахметчин, признанный виновным в халатности, был приговорён к шести месяцам исправительных работ, однако наказание так и не было исполнено из-за истечения срока давности.
Авария нанесла «Норникелю» значительный материальный и репутационный ущерб. В компании была учреждена должность вице-президента по экологии и промышленной безопасности, а также назначены новые ответственные за промышленную безопасность. Однако высшее руководство сохранило свои позиции и по итогам 2020 года компания даже увеличила выплаты топ-менеджменту.

## Предыстория
Иной раз слазишь под конвейером, а над тобой все крутится. Или лазишь дробилку очищать работающую. Много нюансов, которые могут убить в любой момент. И тебя же принудительно заставят это делать. Потому что всегда так было, скажешь — уволят, не дадут тебе работать. А если уволят — куда ты устроишься? Ты здесь уволишься, тебя в другом месте на комбинате просто не возьмут. Там закрытая система. [...]  «Норникель» работу даёт, еду покупаешь в «Подсолнухе» (один из самых популярных супермаркетов в городе. — Ред.), принадлежащем «Норникелю», хочешь в отпуск — летишь их самолётами, «Нордстаром» (NordStar — авиакомпания, входящая в группу компаний ПАО «ГМК «Норникель». — Ред.). Получается такой круговорот: ты зарабатываешь деньги и приносишь их им же. Замкнутый круг. Ты заработал — им же принёс.
Норильск является одним из главных промышленных центров России, где добывают медь, кобальт, драгоценные и цветные металлы, а также извлекают значительную часть добываемого в мире никеля. Датой основания города считается 1935 год, когда началось строительство Норильского комбината заключёнными Норильлага. Вплоть до 1953 года в Норильске существовал только заводской посёлок между двумя крупными предприятиями — медным на севере и никелевым на юге. В середине 1960-х рядом с городом были открыты крупные месторождения медно-никелевых руд — Талнахское и Октябрьское. В начале 1980-х в 10 км к северо-западу от Норильска начал работу третий завод — Надеждинский металлургический завод. Если изначально комбинат выпускал только файнштейн, металлургический полуфабрикат, то вскоре предприятие освоило полный производственный цикл. Это позволило Норильску вырасти в крупнейший промышленный центр и самый большой город Заполярья.
В 1989 году, в ходе «Перестройки», предприятия Норильского промышленного района, ранее подчинявшиеся Министерству цветной металлургии СССР, были объединены в государственный концерн «Норникель», который получил автономию для управления всеми этапами производственного цикла и стал крупнейшим производителем никеля, меди, кобальта и платиноидов в стране. В 1995 году предприятие было приватизировано через спорный механизм залогового аукциона, предложенный банкиром Владимиром Потаниным. В рамках этой схемы олигархи предоставляли кредиты государству в обмен на залог контрольных пакетов акций крупных компаний. Если кредиты не возвращались, залог переходил в собственность кредиторов. Вместе с партнёром Михаилом Прохоровым Потанин получил контроль над «Норильским никелем» за кредит стоимостью всего $ 170 млн, что было значительно ниже реальной рыночной стоимости предприятия.

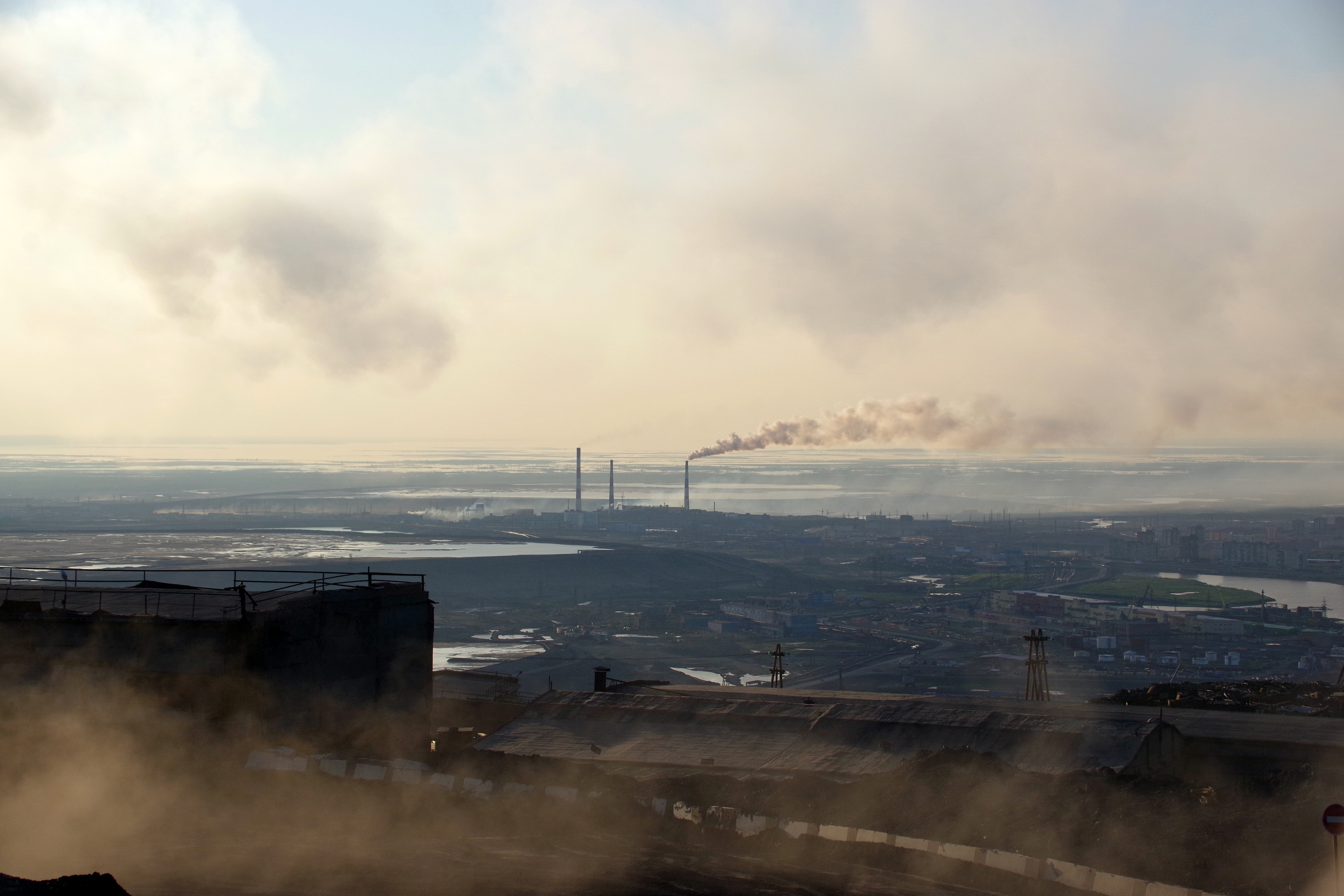
Смог в Норильске, 2019 год

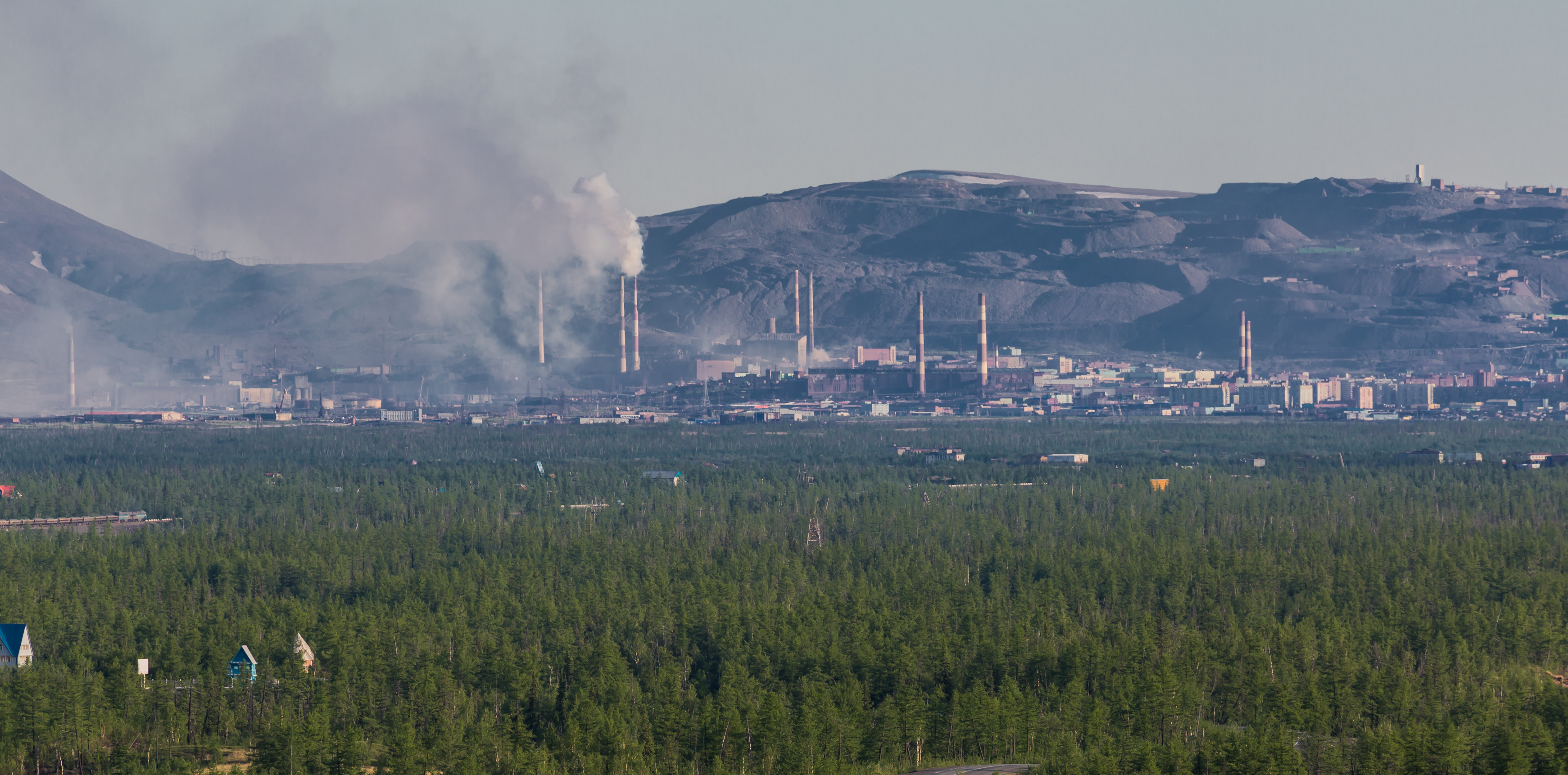
Вид на Норильск, 2016 год

Норильск расположен в условиях вечной мерзлоты, в 300 километрах к северу от Полярного круга, где зимой температура может достигать −60 °C. В таких экстремальных климатических условиях жилые и промышленные здания возводили либо на скальной породе, либо на сваях, установленных в замёрзший грунт. Такой подход предотвращал смещение фундамента при возможном таянии льдов и обеспечивал долговечность построек. В структуре Норильского ГМК действовала Центральная мерзлотная лаборатория, чьи предписания были обязательны для всех строительных и коммунальных служб, так как потепление в условиях вечной мерзлоты приводит к термокарсту. В 1990-х годах лабораторию расширили, преобразовав её в Управление по надзору за состоянием оснований и фундаментов (УНСОФ), которое следило за состоянием жилых и промышленных зданий и выявляло проблемы ещё до их появления. УНСОФ взаимодействовало с другим учреждением по контролю вечной мерзлоты в Норильске — московским НИИ оснований и подземных сооружений (НИИОСП) вплоть до конца XX века.
После приватизации в 1995 году «Норильский никель» начал поэтапную передачу жилого фонда и объектов социальной инфраструктуры в ведение муниципалитета. К 2001 году этот процесс был завершён, что де-факто означало отказ от социальной функции, ранее характерной для градообразующего предприятия. До передачи объектов социальной инфраструктуры муниципалитету в 2001 году «Норильский никель» не провёл их капитальный ремонт, в результате чего на момент передачи здания находились в изношенном состоянии, что, по мнению ряда источников, стало одной из причин роста нагрузки на городской бюджет и проблем в сфере ЖКХ. В 2021 году стало известно, что прокуратура Красноярского края подала иск к «Норникелю» с требованием взыскать 3,2 млрд рублей за передачу в 2001 году изношенного жилого фонда и инженерной инфраструктуры в муниципальную собственность без проведения капитального ремонта. По информации СМИ, компания признала законность требований и согласилась выплатить 3,87 млрд рублей по мировому соглашению. «Норникель» и прокуратура края не комментировали эту информацию.
Филиал НИИОСП оказался вынужден конкурировать с частными компаниями, не обладающими необходимыми знаниями и опытом. По словам специалиста-мерзлотника Али Керимова, именно более низкие цены, предлагаемые такими компаниями, становились решающим фактором при выборе исполнителя для проведения мерзлотно-технического надзора в Норильске в начале 2000-х годов. Вскоре норильский центр по наблюдению за состоянием вечной мерзлоты был закрыт из-за отсутствия прибыли. После нескольких лет отсутствия полноценного мониторинга, в 2010 году было создано НПО «Фундамент» — инициатива бывших сотрудников НИИОСП и Центральной мерзлотной лаборатории, решивших сохранить профессиональные наработки и инженерную экспертизу. «Фундамент» взял на себя часть функций по наблюдению за состоянием зданий, но уже как независимая инженерная организация, работающая, в том числе, по контрактам с «Норникелем». Примерно в то же время был расформирован и УНСОФ — Управление по надзору за состоянием оснований и фундаментов, ранее входившее в структуру «Норильского никеля». На его смену в Заполярном филиале компании был создан Центр мониторинга зданий и сооружений, задачей которого стал контроль за состоянием всех индустриальных строений. Центр диагностики сотрудничал с НПО «Фундамент» — преемником инженерной традиции НИИОСП — по вопросам технического наблюдения за конструкциями зданий, особенно в условиях деградации вечной мерзлоты. При этом построенные в условиях вечной мерзлоты здания в Норильске подвержены опасностям климатических изменений — разрушению инфраструктуры, эрозии берегов и выделению метана из ранее замороженной почвы, поэтому требуют дополнительных капиталовложений в обслуживание. Темпы изменения климата в России превышают среднемировые минимум в 2,5 раза, что приводит к возникновению новых рисков. Среди них — опасность строительства зданий на тающей вечной мерзлоте, повышенная уязвимость нефтегазопроводов, автодорог, железнодорожных путей и военных баз, расположенных в зонах вечной мерзлоты. По данным на 2021 год, около 70% зданий в Норильске подверглись разрушению или деформации из-за деградации вечной мерзлоты, у ещё 20% зданий нарушения наблюдались только в подвалах.
Промышленное производство оказывает серьёзное воздействие на экологию Норильска и прилегающего региона. Город традиционно считается одним из самых загрязнённых населённых пунктов в мире, несмотря на его географическую удалённость и ограниченную доступность. В 2007 году Норильск был включён журналом Time в список семи самых загрязнённых городов планеты. По данным за 2022 год, Норильск занял первое место в рейтинге российских городов по объёму загрязнения воздуха: в атмосфере было зафиксировано 1,8 млн тонн выбросов загрязняющих веществ, что составило 10,5 % от общего объёма выбросов в стране. Согласно данным на 2021 год, годовой объём выбросов диоксида серы в Норильске составил около 1,9 млн тонн — примерно сопоставимо со всеми общими выбросами этого вещества в США в тот же период времени. В 2007 году Норильск вошёл в семёрку самых загрязнённых городов планеты по версии журнала Time, а в 2022-м занял первую строчку в рейтинге городов-загрязнителей воздуха в России — общий процент выбросов загрязняющих веществ составил 1,8 млн тонн или 10,5 % общего объёма выбросов по всей России. С годовым объёмом выбросов двуокиси серы в 1,9 млн тонн Норильск производит столько же серного загрязнения, сколько вся территория США. Производство загрязняет не только воздух, выбрасывая концентраты диоксида серы и диоксида азота, превышающие предельно допустимые нормы, но и сбрасывает на Таймыр 100—120 млн м3 сточных вод, из которых 25-30% классифицируются самой компанией в её отчётности как недостаточно очищенные или загрязнённые. Из-за деятельности комбината уязвимая арктическая среда вокруг предприятий на Таймыре и Кольском полуострове за многие десятилетия серьёзно деградировала. Диоксид серы из выбросов компании уничтожил более 2,4 млн гектаров таёжных лесов — одного из крупнейших углеродных поглотителей на планете. Воды реки Далдыкан и других рек региона регулярно окрашены в красный цвет.
Для советского правительства Норильский горно-металлургический комбинат имел ключевое стратегическое значение: продукция, в том числе никель, использовалась в оборонной промышленности (например, для производства танковой брони и ракет), а доходы от экспорта цветных металлов пополняли государственный бюджет. Деятельность комбината велась в рамках плановой экономики, и зачастую подчинялась требованиям государственной мобилизации. В то же время власти осознавали ущерб, наносимый окружающей среде, и регулярно накладывали на предприятие штрафы. Так, уже в 1968 году была зафиксирована гибель лесов от печей комбината. В 1973 году против комбината был подан иск на 4 млн рублей, в 1975-м — на 9 млн. Комбинат оспаривал решения государства, иногда успешно: в 1982 году за гибель леса с него взыскали только 2 млн вместо 12 млн. Так, уже в 1968 году была зафиксирована гибель лесов от печей комбината. В 1973 году против комбината был подан иск на 4 млн рублей, в 1975-м — на 9 млн. Комбинат оспаривал решения государства, иногда успешно, и в 1982 году за гибель леса с него взыскали только 2 млн вместо 12 млн. В 1993 году комбинату был выписан крупный штраф в размере 1,2 млрд рублей. Однако после продажи «Норникеля» Потанину государство перестало выписывать крупные штрафы. В 2007 году был составлен акт о сбросах в таймырские реки железа, никеля, нефтепродуктов, свинца, меди, хлоридов, нитратов, кальция, магния, фосфатов, цинка и об искажении данных учёта. Генпрокуратура запросила материалы проверок, но иск так и не подала. В том же году замглавы Росприроднадзора Митволь подал иск в Красноярский арбитраж, требуя от «Норникеля» возмещения вреда водным объектам на 4,35 млрд рублей. Однако суд по итогу ограничился взысканием 318 тысяч рублей.

## Хронология аварии

### Разгерметизация и пожар
Я ехал на автомобиле. Впереди был мокрый асфальт. Дождя не было, ну то есть лужи были. Запаха не было. Ограждающих каких-то конструкций, предупреждающих знаков не было. Персонал отсутствовал технологический. Соответственно, там, возможно, сливалась вода, ещё что-то, может быть. Визуально асфальт был виден. Я поехал. В какой-то момент машина остановилась. Что там произошло, сейчас трудно сказать. Может, она провалилась, произошёл подмыв асфальта. Но когда я открыл дверь, уровень увеличился, и, соответственно, уже запах был, чувствовался, дизельного топлива, не знаю, что там у них, не могу сказать. То есть уровень поднялся, я вылез через крышу. Как раз появился технологический персонал, к этому времени машина от этой жидкости начала дымить из-под капота. Языки пламени из-под автомобиля начали появляться. Я спросил у технологического персонала, вызвали ли они пожарную охрану. Они говорят: да, пожарную охрану вызвали. Я побежал, пока ещё машина дымила, так как телефон остался в машине, вырвал телефон оттуда, отбежал на безопасное расстояние, сообщил руководству и позвонил в дежурную часть полиции города Норильска. В это время уже автомобиль пылал полностью, и минут через пять пожарные подъехали.
29 мая 2020 года в 12 часов 39 минут на ТЭЦ-3 в районе Кайеркан Норильска, принадлежащей дочерней компании ПАО ГМК «Норильский никель» — Норильско-Таймырской энергетической компании (НТЭК), произошло цепное разрушение 33 из 160 свай-стоек. Это повлекло за собой разрушение монолитного железобетонного основания на площади около 300 м2 и его просадку до 1,5 м под днищем резервуара. В результате разгерметизировался резервуар № 5, содержащий около 21 163 000 литров резервного дизельного топлива. Работа ТЭЦ-3 не пострадала — станция работала на газе, и дизельное топливо предназначалось на случай аварийного отключения станции от газоснабжения. Всего на территории ТЭЦ находились три стальных резервуара с нефтепродуктами; два других были заполнены только наполовину.
В это же время мимо ТЭЦ проезжали двое мужчин, снявших на камеры телефонов вытекающее топливо. Они выложили видео в интернет, характеризуя произошедшее как «катастрофу». Вскоре после этого по прилегающей к предприятию дороге ехал легковой автомобиль. Водитель, Андрей Афиногенов, обратил внимание на мокрый асфальт и предположил, что на предприятии сливают воду. Однако в какой-то момент он увидел, что уровень жидкости снаружи значительно поднялся, а из-под капота его машины пошёл дым. Технический персонал заметил разгерметизацию резервуара и вызвал пожарных только после того, как машина Афиногенова начала дымиться. Загоревшийся автомобиль привёл к крупному пожару на площади около 300 м2. Пожарным удалось оперативно потушить огонь, и никто не пострадал.
К тому моменту, как пожар был потушен, всё топливо из разгерметизированного резервуара вылилось в реку Амбарную, которая соединяется с рекой Далдыкан, а та, в свою очередь, с озером Пясино, связанным с Карским морем через реку Пясина. Согласно регламентам, резервуары должны быть защищены системой заградительных сооружений, предотвращающих утечку топлива. Однако вал был скального характера, сделанного по технологии 1970-х годов, и не был достаточно высоким. Ливневая канализация была закрыта, поэтому топливо беспрепятственно стекало в почву и затем в реку. Всего из резервуара вытекло около 21 000 тонн нефтепродуктов. Из них 6000 тонн попали в грунт, остальное — в реки Далдыкан и Амбарную, для которых характерно сильное течение. Река Амбарная при этом питает подземные воды, используемые для водоснабжения района Кайеркан. Уже к 3 июня концентрация загрязняющих веществ в реках превышала норму в десятки тысяч раз. Река Далдыкан, которая и до аварии имела красноватый оттенок из-за примесей железа и вредных выбросов комбината, стала ещё более красной. Существовала серьёзная угроза, что через Карское море топливо попадёт в Северный Ледовитый океан.

### Реакция местных и федеральных властей

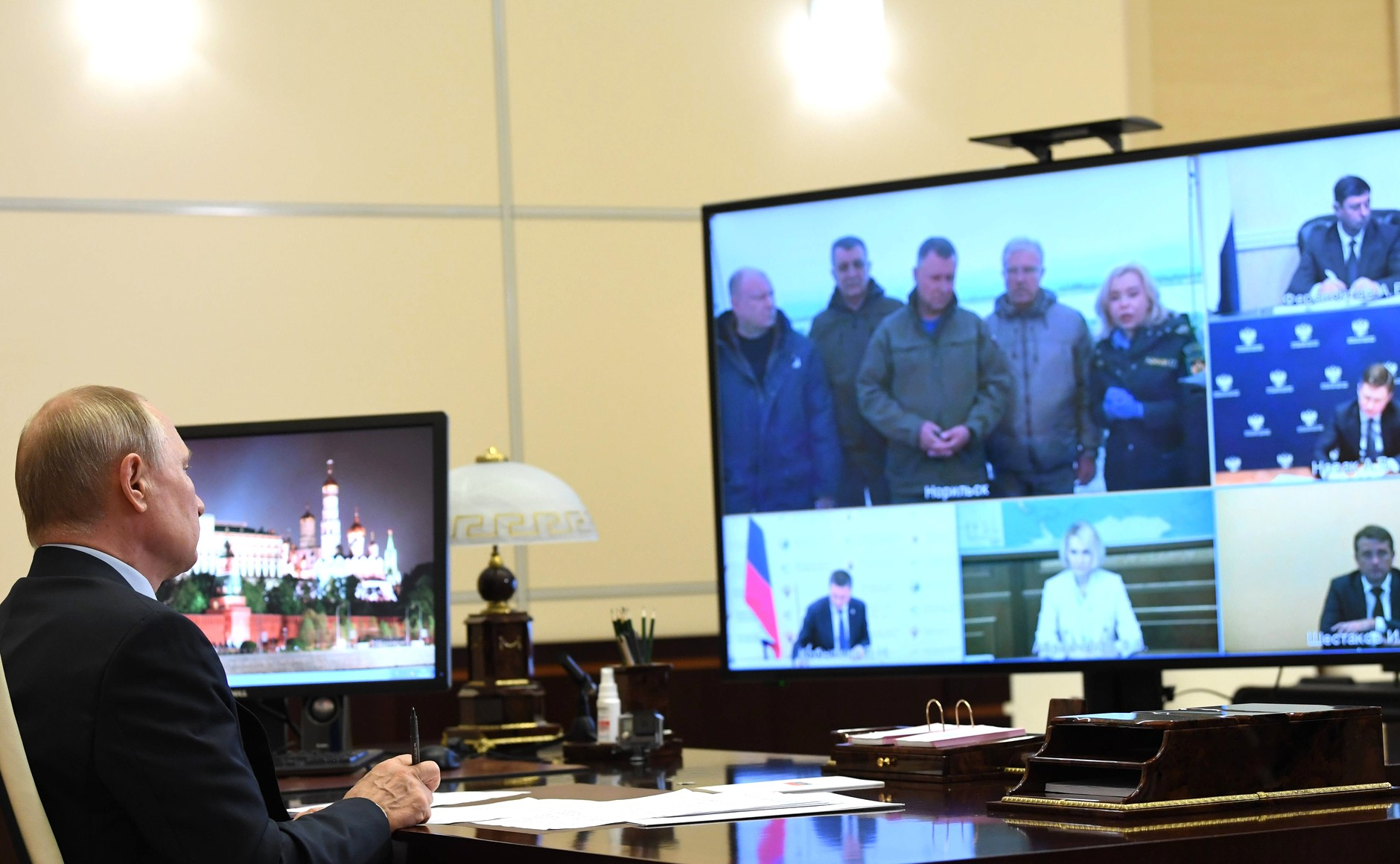
Совещание о мерах по ликвидации разлива дизельного топлива, 19 июня 2020 года

В первые дни после утечки топлива сведения о характере и масштабах происшествия были ограниченными. 29 мая 2020 года местные СМИ сообщали о пожаре на территории ТЭЦ-3, однако масштабы аварии и её причины оставались неясными. Первоначально аварию объясняли столкновением автомобиля с резервуаром. Согласно заявлению МЧС от 29-го мая, пожар возник из-за того, что «легковой автомобиль въехал в резервуар № 5 для хранения дизельного топлива». Ведомство сообщало, что угрозы экологии нет.
30 мая первые обсуждения происшествия появились в соцсетях. В Телеграмм-канале «Борус» было опубликовано видео местного жителя, на котором видно, что река Амбарная покрыта соляркой. Автор ролика набирает воду из реки, смачивает ею бумагу, поджигает — и та загорается.
Официальное заявление о разливе топлива на сайте «Норникеля» появилось 31 мая. В этот же день, согласно главе МЧС Евгению Зиничеву, «Норникель» передал сообщение о ЧС в систему реагирования на чрезвычайные ситуации. До этого, по словам Зиничева, компания пыталась ликвидировать последствия самостоятельно. Однако к 31 мая у МЧС уже имелись сведения о разгерметизации резервуара — о пожаре и разливе топлива ведомство сообщало ещё 29 мая. «Норникель» позже заявил, что Москва была уведомлена через 25 минут после утечки, а первые звонки в МЧС поступили 29 мая.
1 июня «Норникель» направил в Министерство энергетики и ЕДДС план ликвидации аварии. 2 июня тему начали активно обсуждать и в сообществе «Типичный Норильск» в «ВКонтакте», насчитывающем более 50 тысяч подписчиков. На распространение информации повлияла и публикация бывшего замглавы Росприроднадзора Василия Рябинина.

### Совещание у Путина
3 июня Владимир Путин провёл совещание по ситуации в Норильске. В нём участвовали глава МЧС Евгений Зиничев и губернатор Красноярского края Александр Усс. Путин выразил недовольство поздним информированием, заявив, что федеральные власти узнали о ситуации только 3 июня через обращения в СМИ и соцсетях. Усс признал, что о масштабах происшествия узнал из соцсетей. Президент сделал выговор Уссу и гендиректору НТЭК Сергею Липину. В этот же день в Норильск прибыла глава Роспотребнадзора. В тот же день в регионе был введён режим чрезвычайной ситуации межмуниципального уровня, а 4 июня губернатор Красноярского края Александр Усс прибыл на место происшествия.
Говоря об оценке ущерба, Потанин заявил, что он просто «затрудняется назвать порядок цифр», которые сможет выделить «Норникель», хотя до этого миллиардер успел заявить, что «бюджет не потратит на восстановление экосистемы ни копейки»: компания возместит все расходы. Ничего более конкретного «вытащить» из миллиардера не удалось, разве что фразу про штрафы «сколько насчитают, столько насчитают». В.Путин, прервав размышления Потанина, потребовал более точного ответа на поставленные вопросы. В. Путин отметил, что он «не случайно спрашивает», что они с В. Потаниным «давно и хорошо знакомы», и спросил, «сколько стоит одна ёмкость, которую сейчас вы будете менять?», на что Потанин ответил: «Одна ёмкость — не могу сказать. Но пока расходы в сотни миллионов рублей идут». В. Путин: «Одна ёмкость, я думаю, что меньше». В. Потанин: «Одна ёмкость, конечно, меньше». В. Путин: «Один резервуар, где хранилось топливо, стоит гораздо меньше, в разы. Просто несопоставимо. (…) Я к чему, Владимир Олегович? Если бы своевременно поменяли, и ущерба не было бы экологического, и расходы бы такие не нужно было нести компании. Просто посмотрите на это самым внимательным образом внутри компании. Я уже говорил и хочу ещё раз подчеркнуть: то, что произошло в Норильске, — это чрезвычайная ситуация, как вчера прозвучало уже, федерального масштаба. Действительно, в данном случае под угрозой оказалось и здоровье людей, и хрупкой природе Арктической зоны нанесён серьёзный урон». Президент подчеркнул: «Я знаю, что вы лично работаете на предприятии, а не просто являетесь собственником крупного пакета». То есть Потанин не может не знать об износе фондов «Норникеля» и его дочек, а следовательно, игнорирование необходимости их обновления — это сознательная политика руководства и владельцев компании.

### Ликвидация

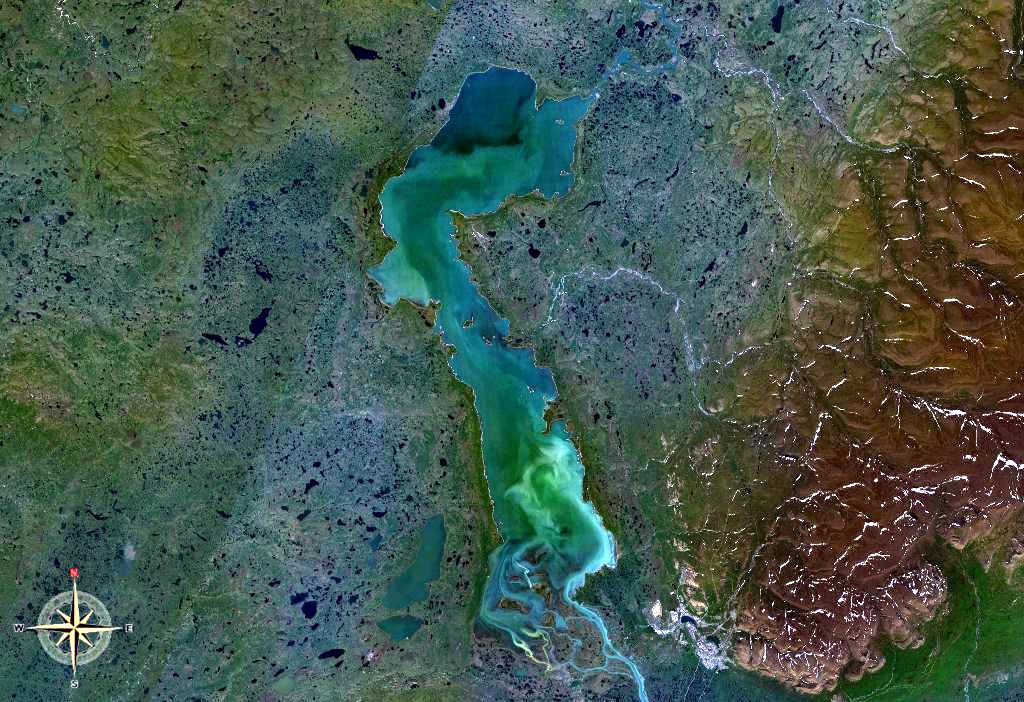
Вид на озеро Пясино из космоса

Первые сутки «Норникель» пытался ликвидировать последствия аварии самостоятельно. К утру 30 мая удалось откачать и собрать более 100 тонн нефтепродуктов на прилегающей территории. Работники предприятия сняли загрязнённый грунт, обработали поверхность сорбентами и вывезли загрязнённую землю на временное хранение на территорию с водонепроницаемым покрытием, что исключило попадание нефтепродуктов в окружающую среду. По словам эколога и руководителя программы по экологической ответственности бизнеса «Фонда дикой природы» Алексея Книжникова, первые боновые заграждения на реках, предназначенные для ограничения движения топлива по течению, были установлены только 1 июня по его инициативе. Также он инициировал отправку в Норильск морской спасательной службы, которая оперативно установила заграждения на реке Далдыкан. Благодаря этим заграждениям удалось предотвратить попадание значительного количества топлива в озеро. Однако оградительные боны могли задерживать только плёнку и вещества с плотностью ниже плотности воды. Такие соединения, как бензол, толуол, ксилол и другие ароматические углеводороды легко растворялись в воде и поэтому не задерживались заграждениями, что приводило к серьёзному загрязнению окружающей среды. Также помощь в устранении последствий аварии оказали норвежские и французские компании, включая Equinor и Lafarge.
4 июня под руководством мэра Норильска Рината Ахметчина была создана рабочая группа по ликвидации последствий аварии. Представители «Норникеля» совместно с сотрудниками Росприроднадзора организовали осмотры с воздуха водных объектов Норило-Пясинской водной системы, чтобы определить попадание топлива в воду. На тот момент максимальная толщина нефтяной плёнки на боновых ограждениях составляла 20 см. По предположению министра природных ресурсов Дмитрия Кобылкина, изначально отловленное топливо «откачивали в сторону тундры» и сливали на грунт. Однако дизельное топливо хорошо растворяется в воде, что делало его откачку механическим способом практически неосуществимой. Перед командой по ликвидации стоял сложный выбор: как поступить с пойманным топливом. Утилизация через сжигание была невозможна из-за хрупкости арктической экосистемы. Глава Минприроды Дмитрий Кобылкин призвал использовать разные подходы: собирать топливо, привлекать военных, применять реагенты для утилизации и прибегать к сжиганию только в крайнем случае. Сбор топлива осложнялся природными условиями: река, в которую попало топливо, была несудоходной, а в радиусе 20 км отсутствовали дороги. Было принято решение собирать загрязнённую воду в специальные ёмкости общим объёмом 16 000 тонн, где дизельно-водяная смесь будет законсервирована. «Норникель» доставил необходимые ёмкости в Норильск. Работа по обработке загрязнённого грунта также продолжалась — к 4 июня площадь обработанной земли составила 4600 м2. Впоследствии дизель отделили от воды и вернули в аварийное хранилище ТЭЦ-3.
В ликвидации последствий аварии принимала участие Морская спасательная служба, оперативно установившая боновые заграждения на реке Далдыкан и в устье Амбарной, что позволило предотвратить попадание значительного объёма топлива в озеро Пясино. Существенный вклад внес аварийно-спасательный отряд компании «Газпром нефть», в состав которого вошли 70 высококвалифицированных специалистов из Ханты-Мансийска, Мегиона, Ноябрьска и Санкт-Петербурга. Компания предоставила необходимую технику: нефтесборочное и насосное оборудование, экскаваторы, боновые заграждения, а также автономные системы обеспечения. К операциям по устранению последствий также присоединились сотрудники краевого учреждения «Спасатель» и специалисты самого «Норникеля». Важную поддержку обеспечили аварийные бригады компании «Транснефть», задействовавшие 18 мотопомп, 11 дизельных электростанций ДЭС-5-8 кВ, маломерное судно, 11 комплектов жилых палаток со спальными принадлежностями и шесть кубометров пиломатериалов. Всего в операции участвовало шесть бригад «Транснефти» общей численностью 83 человека. Для координации работ и проведения воздушной разведки в район аварии был направлен комплекс беспилотных летательных аппаратов Росгвардии. Общая численность задействованного в ликвидации персонала достигала примерно 700 человек; в распоряжении спасателей находилось более 200 единиц техники. К 4 июня было собрано 262 тонны дизельного топлива.
5 июня «Норникель» сообщил, что разлив дизельного топлива удалось «локализовать». К этому моменту было собрано более 32 тысяч м3 водно-топливной смеси и 100 тысяч тонн загрязнённого грунта. Глава МЧС заявил, что для вывоза собранных отходов будет построен временный трубопровод к месту утилизации. Сорбентом обработали 13 км береговой линии и 66,2 тысячи м2 загрязнённой территории. 22 июня правительство Красноярского края отменило режим ЧС. 30 июня операционный директор «Норникеля» Сергей Дяченко заявил, что за месяц было собрано более 90 % разлитого топлива. В июле 2020 года «Норникель» сообщил, что на ликвидацию последствий аварии уже потрачено 6 млрд рублей, а к 2021 году затраты на полную ликвидацию аварии могут достичь 12 млрд рублей.
Для долгосрочной ликвидации последствий аварии «Норильско-Таймырская энергетическая компания» совместно с некоммерческой организацией «Экотерра» разработали проект восстановления экосистемы региона. Активная фаза по рекультивации земель началась в сентябре 2021 года: около 900 000 м2 повреждённой почвы было засеяно арктическими растениями — клевером, тимофеевкой и овсяницей. Работы по ликвидации последствий нефтеразлива продолжались в полевые сезоны 2020—2022 годов на обширной территории, включая бассейн реки Амбарная, западный и восточный берега озера Пясино, верхнее течение реки Пясины и западную часть предгорья плато Путорана.
В 2023 году, накануне трёхлетия катастрофы, «Норникель» объявил о завершении ликвидации последствий ЧП. Согласно отчёту компании, в октябре 2022 года было завершено восстановление плодородного слоя почвы в районе реки Амбарной. Таким образом, фактически была завершена рекультивация территорий, пострадавших от разлива дизельного топлива в 2020 году. По словам экспертов, при подобных авариях обычно удаётся собрать около 80% нефтепродуктов, а оставшиеся загрязнения разлагаются природными микробами. Однако в арктических условиях активность микробов значительно замедлена, что сильно увеличивает время восстановления экосистемы.

## Причины
Расследованием аварии на ТЭЦ-3 в Норильске занимался Ростехнадзор. Изначально ведомство рассматривало четыре возможные причины аварии: недостатки проектирования, вызвавшие неправильное распределение нагрузки на свайный фундамент, нарушения при выполнении строительно-монтажных работ, которые привели к некачественному выполнению свайного фундамента, климатическое воздействие и нарушения правил безопасности в процессе эксплуатации объекта. Осенью 2020 года комиссия пришла к выводу, что основной причиной аварии стало отсутствие должного контроля за эксплуатацией сооружений со стороны «Норникеля». По мнению экспертов, надлежащее обследование резервуаров и их опор с оценкой прочности, устойчивости и эксплуатационной надёжности позволило бы избежать катастрофы.
По данным ряда СМИ и со слов бывших сотрудников, «Норникелю» было известно о неудовлетворительном состоянии резервуара № 5 на ТЭЦ-3. Согласно решению арбитражного суда, в 2016—2018 годах резервуар находился в ремонте. В 2014 году ООО «Безопасность в промышленности» провело экспертизу резервуаров и предписало их ремонт. К 2015 году рекомендовалось очистить наружные стенки от ржавчины и восстановить антикоррозионное покрытие, а к 2016 году провести неразрушающий контроль днища. НТЭК вела переговоры о закупке оборудования для мониторинга трещин, но отказалась от его приобретения. В 2016 году «Норникель» заключил с ООО «Институт Гипроникель» договор на проектные работы по техническому перевооружению системы хранения дизельного топлива. В 2018 году был подан запрос о начале реализации проекта, направленного на снижение аварийных рисков, но проект не был одобрен. В 2017-2018 годах Ростехнадзор предупреждал компанию о высокой степени износа оборудования и выявил 33 нарушения по другим резервуарам. Проверка резервуара № 5 не проводилась, так как он числился на ремонте, однако, по сообщениям СМИ, при этом продолжал использоваться без уведомления надзорных органов. Ещё в 2014 году ООО «Безопасность в промышленности» провело экспертизу резервуаров и предписало НТЭК провести их ремонт. К осени 2015 года было рекомендовано очистить от ржавчины наружные стенки и кровлю резервуаров, восстановить антикоррозионное покрытие, а к октябрю 2016 года — провести неразрушающий контроль днища. НТЭК даже вела переговоры с «РОТЕК» о покупке оборудования для отслеживания трещин в резервуарах, но позже отказалась от покупки. В 2016 году между «Норникелем» и ООО «Институт Гипроникель» был заключён договор на проектные работы по техническому перевооружению хозяйства аварийного дизельного топлива ТЭЦ-3. Работы включали доскональное изучение состояния резервуаров. В июне 2018 года руководству «Норникеля» был подан запрос на переход к реализации проекта, чтобы исключить риски аварийных ситуаций, связанных с залповым сбросом нефтепродуктов при разрушении резервуаров с дефектами конструктивных элементов. Однако в 2018 году «Норникель» не одобрил реализацию проекта, стоимость которого оценивалась в 723,8 млн рублей. В 2017-2018 годах Ростехнадзор предупреждал «Норникель» об износе оборудования и проблемах с хранением топлива на резервуарах № 2 и № 3. По итогам трёх крупных проверок 2017-2018 годов Ростехнадзор выявил 33 нарушения, включая эксплуатацию двух резервуаров ёмкостью 20 тысяч кубометров каждый. Проверка резервуара № 5 не проводилась: официально он числился на ремонте, из-за чего Ростехнадзор не мог его проверять. Однако несмотря на это резервуар продолжали эксплуатировать без должного контроля и уведомления надзорных органов. В СМИ выдвигались версии и о возможных хищениях средств при ремонте цистерн с топливом: руководители НТЭК могли присвоить часть средств, предназначенных для выполнения ремонтных работ и обслуживания резервуаров с топливом.
Смещение фундамента под днищем аварийного резервуара произошло из-за таяния вечной мерзлоты и движения талых вод, вызванных глобальным потеплением: незадолго до аварии температура в регионе поднялась на 18 градусов выше нормы. К этому заключению пришли и эксперты международной компании Environmental Resources Management, консультирующей корпорации по экологическим вопросам. Таяние мерзлоты привело к подвижности свай и оседанию конструкции. Дно резервуара крепилось к бетонному фундаменту, установленному на вечной мерзлоте. Однако при таянии льдов произошло смещение фундамента, что привело к потере опоры резервуара. Аварии можно было избежать: «Норникель», как и любое другое предприятие в арктической зоне, должен был регулярно укреплять фундамент с использованием тепловых труб, бурения льда и забивания свай, внутри которых размещаются трубы. В советское время изучением свойств льда и обеспечением безопасности зданий в регионе занимались учёные, специализирующиеся на ледотермике. В арктических природных зонах создавались так называемые мерзлотные лаборатории. Одна из таких лабораторий функционировала на комбинате «Норникеля», однако была закрыта за несколько лет до происшествия.
Оборудование в нашей компании если не сказать древнее — ничего не сказать. Местами потихоньку идёт модернизация, но все упирается в бюджеты, которые нарезает норильский главный офис. Запросы очень большие, а финансирование не соответствует. И складывается ситуация, что аварийное оборудование работает на грани по десять лет. Это приводит к технологическим авариям. Коренная причина не в том, что люди не хотят работать и плохо следят. Это есть в любой компании. Но здесь дело в ветхости оборудования, которое не меняется. На наших объектах при хорошей проверке можно было все закрывать. Но как тогда люди будут отапливаться зимой? Как будет работать экономика города, зависящих от него предприятий?
«Норникель» настаивал, что глобальное потепление сыграло решающую роль в аварии, а причины утечки топлива не могли быть предотвращены действиями руководства. Согласно версии компании, до аварии опоры резервуара служили «без нареканий» более 30 лет, а проверки проводились каждые два года.

## Коррупция
Согласно расследованиям независимых журналистов, существенную роль в аварии сыграла коррупция и управленческое неблагополучие в компании «Норникель». «Новая газета», ссылаясь на анонимный источник, сообщала, что «откаты» могли достигать 50-60% от стоимости подрядов, а на руководящие должности нередко назначались лица без необходимой технической квалификации. По словам того же источника, руководство компании предпринимало попытки изменить ситуацию: приглашались квалифицированные специалисты, усиливался контроль за процессами, однако эти меры нередко встречали сопротивление со стороны сотрудников, занявших удобные позиции в устоявшейся коррупционной системе. В разговорах с журналистами сотрудники «Норникеля» жаловались на травмоопасные условия труда и формальный характер проверок: инспекции проводились в нерабочее время, что искажало реальные показатели загрязнений. По мнению некоторых СМИ, обширные социальные инициативы компании, включая ипотечные и корпоративные кредитные программы, способствуют тому, что сотрудники воздерживаются от выражения критики в адрес руководства. «Норникель» также столкнулся с серьёзным износом советской инфраструктуры, требующей капитальной модернизации: компания существенно экономила и практически не обновляла оборудование. Большинство зданий и оборудования комбината были построены до 1972 года, а износ основных фондов на 2020 год превышал 70 %. На 2020 год мониторинг состояния объектов предприятия полностью отсутствовал. По данным журналистских расследований, сотрудники предприятий и жители Норильска, как правило, воздерживаются от публичного обсуждения внутренних проблем. Компания обладает монополией над жизнью города и управляет основной городской инфраструктурой, включая аэропорт, розничную сеть и жилищно-коммунальные службы. Добраться в Норильск можно только авиасообщением, поскольку он не связан с другими регионами наземным транспортом. Город включён в перечень территорий с ограниченным въездом, и иностранные граждане могут попасть туда только с разрешения ФСБ. С января 2021 года мэром Норильска является бывший топ-менеджер «Норникеля» Дмитрий Карасёв.
Глава «Норникеля» Владимир Потанин входит в круг крупных бизнесменов, близких и лояльных Владимиру Путину. С приходом к власти Путина Потанин публично его поддержал и стал одним из спонсоров «Единой России». По итогам 2022 года Потанин возглавил список Forbes крупнейших новых собственников иностранных компаний, покинувших российский рынок после вторжения России на Украину. После разлива нефтепродуктов президент раскритиковал местные власти и руководство НТЭК за недостаточно быстрые меры по ликвидации и заявил, что экологического ущерба можно было бы избежать, если бы компания вовремя модернизировала оборудование. Потанин, в свою очередь, заявил, что Путин был прав в своей критике, однако «Норникель» не игнорировал существующие риски аварии, а скорее, неправильно их просчитал. Уже после аварии в одном из интервью Потанин отметил, что ему удалось выстроить «доверительные отношения» с президентом.
В 2010 году, после визита премьер-министра Владимира Путина в Норильск, Росприроднадзор и «Норникель» подписали соглашение о взаимодействии, направленное на совместную работу по снижению негативного воздействия на окружающую среду. Соглашение предусматривало развитие информационного обмена, обучение персонала и контроль за исполнением природоохранных мероприятий. В результате реализации соглашения основным источником данных о состоянии окружающей среды стали отчеты, предоставляемые самим «Норникелем». При этом юридически надзорные полномочия с Росприроднадзора сняты не были. Однако критики указывали на то, что в результате соглашения контрольные функции фактически были делегированы самому предприятию, что вызывало сомнения в объективности предоставляемых данных. В результате выводы комиссий основывались в основном на данных о вреде, предоставляемых самим комбинатом. В 2020 году в Норильске было основано местное подразделение Росприроднадзора в рамках реализации проекта «Чистый воздух», согласно которому «Норникель» планировал вложить до 2023 года более 123 млрд рублей в мероприятия по снижению выбросов своих предприятий. 19 мая, за 10 дней до аварии, на пост заместителя руководителя городского отдела был назначен эколог Василий Рябинин. После аварии он покинул должность, обвинив компанию в сокрытии информации о масштабах происшествия. Именно Рябинин записал 40-минутное видео на месте аварии, в котором рассказал, как его не допускали к месту происшествия, а затем отказывались принимать его акты осмотра. Он фиксировал последствия разлива топлива, несмотря на сопротивление вооружённых сотрудников отдела безопасности «Норникеля». Когда Росприроднадзор фактически отказался от проведения расследования, Рябинин заявил сотрудникам, что происходящее является должностным преступлением, после чего его отстранили от проверки.

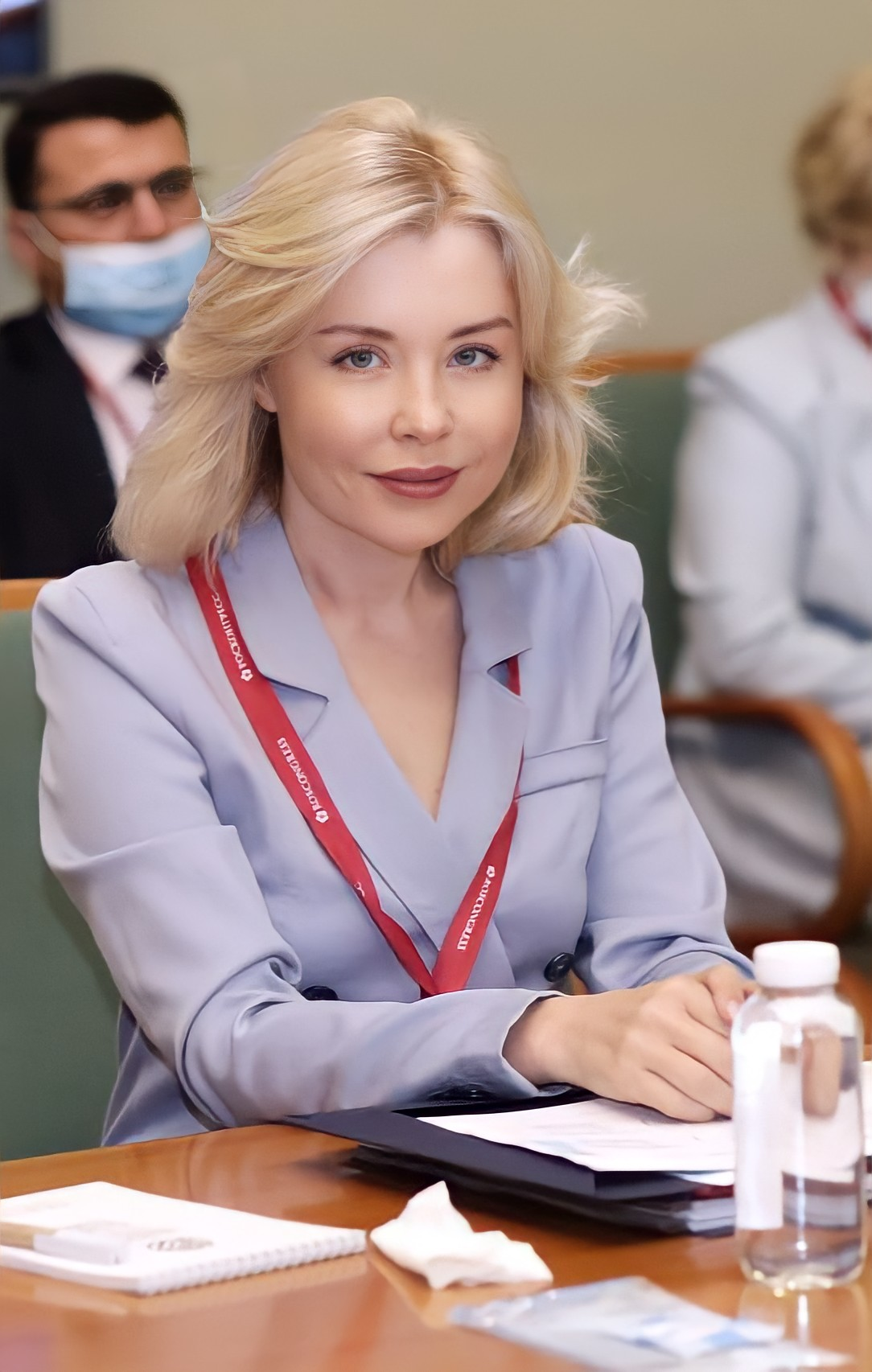
Светлана Радионова в 2021 году

После совещания с Путиным 3 июня на место происшествия прибыла глава Росприроднадзора Светлана Радионова. Она прилетела частным самолётом, принадлежащим «Норникелю»; по подсчётам специалистов, этот перелёт мог обойтись примерно в $ 150 тысяч. Министр природных ресурсов и экологии Дмитрий Кобылкин объяснил ситуацию большими расстояниями и слабым транспортным сообщением, при которых человек «может воспользоваться самолётом компании», если ему нужно срочно оказаться на месте, и добавил, что «хотя это, наверное, не очень хорошо». Спустя неделю Алексей Навальный выпустил расследование о Светлане Радионовой. Он обвинил её в сокрытии следов экологической катастрофы и раскрыл коррупционные схемы чиновницы: несмотря на декларированный доход в 400 тысяч рублей, она владела недвижимостью на 720 млн рублей, включая апартаменты на Лазурном берегу Франции. Известно, что она также регулярно через Роскомнадзор удаляла компрометирующую информацию о себе в интернете.
По словам Василия Рябинина, Радионова не воспринимала всерьёз его попытки провести независимое расследование и фактически отстранила его от работы. Он вспоминал, что после того как его критические замечания о разливе топлива вызвали резонанс, глава ведомства заявила: «Благодаря вам я звезда YouTube», после чего его участие в проверках стало номинальным. Когда Рябинин предложил обследовать левый берег озера Пясино, ему сначала пообещали вертолёт для пробоотбора, но затем заявили, что транспорта не будет. В итоге он пешком преодолел 10 километров по болотам, в то время как вертолёт, который якобы был недоступен, пролетел прямо над ним. По данным журналистов «Новой газеты», Росприроднадзор через ТАСС начал распространять информацию, что резервуар с 2016 года находился на ремонте, поэтому ведомство не могло официально проверять его состояние. При этом источники «Новой газеты» сообщали, что в резервуаре могло храниться дизельное топливо Росрезерва: разрешение на это было дано Ростехнадзором, возможно, лично заместителем руководителя ведомства, курировавшим строительный надзор. До декабря 2018 года эту должность занимала именно Светлана Радионова.
После того как журналисты «Новой газеты» и экологи «Гринписа» выяснили, что даже после аварии «Норникель» продолжал сброс производственных отходов в реку Хараелах, в своих публикациях Радионова оправдывала действия «Норникеля», представляя их как вынужденную меру. Согласно главе Росприроднадзора, отходы из хвостохранилища сливали экстренно из-за резкого повышения уровня воды.

## Судебные разбирательства

### Иски о взыскании штрафов
Финансовая ответственность за аварию на ТЭЦ-3 была возложена на «Норникель». Компания обязалась покрыть все расходы, связанные с ликвидацией последствий аварии, включая устранение загрязнений и восстановление экосистем, а также выплатить штрафы и компенсации, которые государство начислило за нанесённый окружающей среде ущерб. При этом государство имело право вычесть из общей суммы ущерба те затраты, которые компания направила на восстановительные работы. Остаток этой суммы, не покрытый восстановительными мерами, подлежал выплате в виде прямых денежных компенсаций.
В июле 2020 года «Гринпис» оценил общий ущерб природе в 107 млрд рублей. Рейтинговое агентство «АКРА» назвало сумму в 22-25 млрд рублей. Росприроднадзор подсчитал ущерб от разлива топлива в 147 млрд рублей — восемь годовых бюджетов Норильска.
В сентябре 2020 года Росприроднадзор подал иск о взыскании с «Норильского никеля» 148 млрд рублей за экологический ущерб. Однако «Норникель» заявил о неточности расчётов суммы и попытался оспорить размер штрафа в арбитражном суде. По мнению представителей компании, государство не учло состав водотопливной смеси, а также тот факт, что часть топлива «испарилась», сгорела или была собрана с земли. Кроме того, «Норникель» поставил под сомнение статус пострадавших земель, заявив, что они изначально не могли считаться плодородными почвами. В феврале 2021 года арбитражный суд Красноярского края частично удовлетворил иск и постановил взыскать с «Норильско-Таймырской энергетической компании» рекордный для России штраф за экологический ущерб — почти 146 млрд 177 млн рублей. Из этой суммы компания обязана была выплатить 145 млрд 492 млн рублей в доход федерального бюджета, а почти 685 млн — в бюджет города Норильска. В марте 2021 года «Норникель» выплатил штраф в 146 млрд рублей. Эта компенсация стала крупнейшей в истории российской судебной практики. Владимир Потанин назвал решение суда не только «уроком» для компании, но и «сигналом для всего бизнес-сообщества».
Изначально предполагалось, что значительная часть штрафа поступит в региональный бюджет для устранения экологических последствий на местном уровне. Однако в июле 2020 года в Бюджетный кодекс России внесли поправки, согласно которым выплаты по искам о возмещении вреда, причинённого водным объектам, находящимся в федеральной собственности, зачисляются в федеральный бюджет. Региональные власти выступали за то, чтобы штраф распределялся в пользу Норильска или пропорционально между бюджетами разных уровней. Эти средства планировалось направить на профилактические медицинские мероприятия и прямые компенсации пострадавшим. «Норникель» также пытался включить выплаченную сумму в расходы, подлежащие налоговому вычету, однако в 2021 году налоговая служба отказала компании. Президент Владимир Путин заявил, что оплаченные «Норникелем» деньги должны быть направлены на улучшение экологической ситуации в регионе. При этом, по состоянию на июнь 2024 года, городской бюджет Норильска получил лишь 29,7 млн рублей на ликвидацию последствий разлива топлива 2020 года. Представители мэрии уточнили, что эти средства были направлены на «мероприятия по капитальному ремонту основного технологического оборудования канализационно-насосной станции» в 2021 году.
В феврале 2021 года министерство экологии Красноярского края потребовало компенсацию от «Норникеля» в размере 494 млн рублей за принесённый экологии региона ущерб. В итоге НТЭК и региональное правительство договорились о возмещении ущерба животному миру региона в натуральной форме — НТЭК взяла на себя проведение компенсационных мероприятий.
29 июля 2021 года Федеральное агентство по рыболовству потребовало взыскать с «Норникеля» более 58 млрд рублей за ущерб, нанесённый разливом топлива. Из этой суммы 3,6 млрд рублей составили потери от гибели рыбы, а более 55 млрд рублей — затраты на восстановление нарушенного состояния водных биоресурсов. В апреле 2022 года истец увеличил сумму исковых требований до почти 59 млрд. На первом заседании суда стороны выразили готовность подписать мировое соглашение. Согласно условиям соглашения, «Норникель» обязался компенсировать причинённый ущерб в «натуральной форме», выпустив молодь ценных видов рыб в пострадавшие водоёмы и в Енисей.

### Уголовные дела
После прошедшего совещания с Владимиром Путиным 3 июня Следственный комитет Российской Федерации возбудил уголовное дело «в связи с несвоевременным информированием о чрезвычайной ситуации» по ч. 1 ст. 293 Уголовного кодекса (халатность). Гендиректору ТЭЦ-3 АО НТЭК объявили предостережение «о недопустимости нарушений закона при эксплуатации других особо опасных производственных объектов», а территориальному управлению Росприроднадзора прокуратура поручила провести на предприятии внеплановую проверку. Изначально силовые службы предполагали, что руководители НТЭК могли присваивать часть денег, предназначенных для ремонта и обслуживания резервуаров с топливом. Гендиректору НТЭК Сергею Липину объявили предостережение. Депутат Госдумы Александр Якубовский направил председателю Следственного комитета РФ Александру Бастрыкину обращение с просьбой отстранить Владимира Потанина от руководства «Норникелем» на период расследования.
10 июня по делу о разливе нефти в Норильске были задержаны директор ТЭЦ-3 Павел Смирнов, главный инженер Алексей Степанов и его заместитель Юрий Кузнецов. 16 июня правоохранительные органы арестовали начальника котлотурбинного цеха ТЭЦ-3 Вячеслава Старостина. Его обвинили в халатности за несвоевременное информирование о происшествии. По информации городского суда, Смирнов, Степанов, Кузнецов и Старостин допустили небрежность в выполнении своих обязанностей по эксплуатации резервуара № 5. С 2018 года резервуар нуждался в капитальном ремонте, однако в ноябре 2018 года он был введён в эксплуатацию без заключения экспертизы промышленной безопасности. Это решение было принято комиссией под председательством главного инженера ТЭЦ-3 Алексея Степанова и актом, утверждённым директором предприятия Павлом Смирновым. Несмотря на аварийное состояние, резервуар с ведома Смирнова, Степанова и Кузнецова продолжал эксплуатироваться в нарушение правил безопасности. Против них было возбуждено уголовное дело по ч. 1 ст. 217 УК РФ (нарушение требований промышленной безопасности опасных производственных объектов). Суд начался в мае 2022 года. Однако спустя шесть месяцев председательствующая в процессе Елена Свинцова ушла в отставку, и дело было передано новой судье Анне Шатровой. В связи с этим разбирательство началось сначала. Приговор по делу был вынесен в августе 2023 года: работникам назначили штрафы от 150 до 200 тысяч рублей, однако их освободили от оплаты ввиду истечения сроков давности. По статье 246 УК РФ (нарушение правил охраны окружающей среды при производстве работ) энергетикам было назначено наказание в виде от одного года до полутора лет исправительных работ с удержанием 10 % заработка в доход государства. Ранее мужчины находились под подпиской о невыезде.
Фигурантом уголовного дела также стал мэр Норильска Ринат Ахметчин за ненадлежащее управление ГО и ЧС городской администрации. По версии следствия, он в течение двух дней не предпринимал меры для локализации разлива топлива и минимизации вреда окружающей среде. В октябре 2020 года Ахметчин был приговорён к шести месяцам исправительных работ с удержанием 15 % заработной платы. Новым мэром Норильска в январе 2021 года стал бывший топ-менеджер «Норникеля» Дмитрий Карасёв.
В июне 2020 года было возбуждено уголовное дело против главного госинспектора Ростехнадзора Елены Новожиловой. По версии следствия, в 2017—2018 годах Новожилова проводила плановые проверки ТЭЦ-3 в Норильске, но не проверила аварийный резервуар. Она также не инициировала проведение внеплановой проверки, даже после того как в 2019 году в Ростехнадзор поступило заключение экспертизы промышленной безопасности с указанием недостатков, которые требовалось устранить. В ответ на возбуждение дела в Ростехнадзоре заявили, что хранилище на тот момент находилось на ремонте, и у Новожиловой не было законных оснований для проверки резервуара. В июне 2022 года суд прекратил дело Новожиловой «в связи с истечением сроков давности».
Уголовные дела также были возбуждены в отношении диспетчера единой диспетчерской службы по делам ГО и ЧС администрации города Норильска Дениса Кулаева и исполняющего обязанности начальника указанного управления Вячеслава Иващенко. По версии следствия, Иващенко и Кулаев, получив сообщение о разливе топлива, не приняли мер для своевременной организации и проведения мероприятий по локализации и ликвидации чрезвычайного происшествия. Им было предъявлено обвинение в халатности (ч. 1 ст. 293 УК РФ). В августе 2022 года суд прекратил уголовное преследование Кулаева и Иващенко. Кулаев отрицал свою вину, но согласился на прекращение дела в связи с истечением сроков давности. Иващенко был приговорён к шести месяцам исправительных работ с удержанием 10% заработка в доход государства. Однако ввиду истечения сроков привлечения к ответственности он также был освобождён от наказания.

### Дела по сбросу отходов
Во время своей экспедиции по оценке ущерба от разлива нефтепродуктов, сотрудники «Новой газеты» и «Гринписа» выяснили, что «Норникель» продолжает сбрасывать производственные отходы в речку Хараелах и в озеро Пясино. Cледственный комитет начал проверку, а компания назвала произошедшее «грубым нарушением правил эксплуатации хвостохранилища фабрики» и объявила об отстранении от работы нескольких сотрудников Талнахской фабрики. По версии следствия, с июня 2017 года по июль 2019 года работники предприятия нарушили нормы проектирования и строительства объекта размещения отходов производства Талнахской обогатительной фабрики. Из-за этого сточные воды фабрики несколько лет сбрасывали в водозаборные площади реки Томулах и в почву возле рудника «Октябрьский» без какой-либо очистки. Ущерб окружающей среде предварительно оценили в 154 млн рублей.
В 2021 году Росприроднадзор подал иск к «Норникелю» на сумму более 12,5 млн рублей из-за слива сточных вод в тундру. Позднее ведомство отказалось от иска, поскольку компания добровольно возместила причинённый ущерб.
После аварии «Гринпис» потребовал от правительства системной проверки нефтехранилищ России. По поручению вице-премьера Виктории Абрамченко были проверены объекты хранения нефти и нефтепродуктов по всей стране, после чего началось официальное расследование. В марте 2021 года, спустя десять месяцев после аварии, Ростехнадзор заявил, что инспекция более тысячи объектов выявила 3626 нарушений промышленной безопасности, в результате чего было возбуждено 219 административных дел, а сумма штрафов достигла 15 млн рублей.

### Критика расследования
6 июня на сайте Change.org была опубликована петиция местных жителей, призывающая к освобождению осуждённого начальника котлотурбинного цеха Вячеслава Старостина. Авторы обращения просили рассмотреть дело более детально и найти тех, кто действительно виноват в аварии. Вскоре петиция набрала более 52 тысяч подписей. Жители Красноярского края также собирали подписи под письмом к Владимиру Путину, в котором говорили о том, что от них скрывали правдивую информацию о разливе нефтепродуктов.
Ужасно, что человека, которого привлекли к уголовной ответственности, считают виновным. Однако он, скорее всего, не виноват. Многие подписывают петицию, требуя беспристрастного расследования. Ведь он просто исполнял обязанности, работал полгода, а резервуары стоят 30–40 лет. В чем его вина? Если бы собственники уделяли больше внимания техническому оснащению, таких проблем было бы меньше. Советское наследие амортизируется и ветшает.
29 июня ассоциация независимых российских медиа «Синдикат 100» потребовала от властей разъяснить, как «предприниматель Владимир Потанин сумел создать на Таймыре квазигосударство с собственными законами».
Жители Норильска также считают, что экологические проблемы на управляемом Потаниным предприятии носят системный характер. «„Норникель“ не платит за загрязнение окружающей среды. На комбинате должны быть настоящие очистные сооружения, а не потемкинские деревни, что сейчас там стоят в качестве очистных. Любую экспертизу покупают. Администрация города, депутаты — это ставленники комбината. Это город феодального строя», — говорится в сообщении местных жителей.

## Последствия

### Экологические
Разлив топлива в Норильске стал одной из самых серьёзных аварий в современной истории российского арктического региона. Сравнимой по масштабу была только «Усинская катастрофа» — разлив около 94 тысяч тонн нефти, произошедший в 1994 году в Усинском районе Республики Коми на нефтепроводе «Возей — Головные сооружения». Ликвидация последствий тогда заняла шесть лет. Экологи «Гринпис» также сравнили масштабы аварии в Норильске с выбросом нефти из танкера «Эксон Валдиз» у берегов Аляски в 1989 году — тогда в море вылилось около 35 000 тонн нефти. Природа Арктики чрезвычайно уязвима для внезапных антропогенных воздействий, поскольку суровые климатические условия замедляют процессы разложения. Это значительно увеличивает долгосрочные последствия подобных катастроф.
Особенно опасны нефтеразливы для небольших рек. В Норильске дизельное топливо разделилось на две фракции: одна испарилась, а другая, более тяжёлая, осела на дно. Это означает, что отложения рек Амбарная и Далдыкан станут постоянным источником загрязнения — любое половодье будет поднимать осадок, и нефтепродукты снова окажутся на поверхности. Заместитель министра природных ресурсов и экологии Елена Панова заявила, что на восстановление окружающей среды в районе Норильска уйдёт не менее 10 лет.
Разлив нефтепродуктов в условиях арктической мерзлоты может нанести ущерб не только водным организмам, но и создать угрозу возгорания и загрязнения воздуха. Кроме того, часть токсичных веществ, попавших в атмосферу, может причинить вред здоровью человека и животных, а также нанести ущерб береговой линии и биоразнообразию. В отличие от сырой нефти, в составе топлива содержатся канцерогенные компоненты, включая бензол, которые являются смертельно опасными для живых организмов. Основное загрязнение было зафиксировано в нижней левобережной части поймы реки Амбарная, где обнаружены пятна погибшей растительности площадью не менее 1 га. После аварии в регионе ощущался резкий запах нефтепродуктов, а почва была маслянистой на ощупь. Наибольший урон был нанесён растительности, оказавшейся под слоем дизельного топлива, где произошла полная гибель всех растений, независимо от их видовой принадлежности и устойчивости. По периферии пятен, где концентрация дизельного топлива была ниже, наблюдалась частичная гибель растений и разрежение растительного покрова. В феврале 2021 года правительство Красноярского края заявило, что авария привела к уничтожению мест обитаний 42 охотничьих видов птиц, были повреждены водно-болотные угодья, нарушены заливные луга, в которых гнездятся водоплавающие и околоводные птицы, как следствие, уничтожены кладки и гнёзда. Зона прямого воздействия на объекты животного мира составила площадь около 14 км2.
Оценить точные последствия и масштабы происшествия достаточно сложно, так как вся официальная статистика по ущербу от разлива предоставлялась исключительно комиссиями, одобренными «Норникелем». Специалисты «Гринписа» и журналисты «Новой газеты», прибывшие на место аварии через месяц для взятия проб из близлежащих водоёмов и проведения независимой экспертизы, столкнулись с серьёзными препятствиями. Местные правоохранительные органы, транспортная полиция, сотрудники уголовного розыска и департамент безопасности «Норникеля» не только преследовали группу, но и препятствовали вывозу проб из Норильска, утверждая, что любой вывоз материалов должен быть предварительно согласован с «Норникелем». Эколог Василий Рябинин, бывший глава Росприроднадзора в Норильске, уволившийся после катастрофы, утверждал, что масштабы загрязнений значительно отличались от официальных данных, опубликованных в медиа и предоставленных самим «Норникелем». По его словам, сокрытие информации стало причиной его ухода. Рябинин также утверждал, что его и представителей Росприроднадзора не допускали на место происшествия сотрудники полиции. Туда же не были допущены и представители Ростехнадзора.
Одним из главных опасений после аварии была вероятность попадания топлива в озеро Пясино, откуда оно могло распространиться в Карское море и далее в Северный Ледовитый океан. Согласно «Норникелю», топливо не дошло до Пясино — боновые заграждения и сильный противоположный ветер предотвратили загрязнение. Специалисты Росприроднадзора отмечали, что меры по ликвидации последствий разлива помогли стабилизировать ситуацию. Однако с этим не согласны краевые власти, Росрыболовство, независимые журналисты и экологи: первые боны были установлены на реках только спустя полтора суток после аварии, при этом течение в реках достаточно сильное, а озеро находится в непосредственной близости от места разлива. Эксперты отмечают, что прижимной ветер не смог бы остановить 21 тысячу тонн топлива — эквивалент 350 вагонов, движущихся по реке. В июне 2020 года Василий Рябинин сделал снимки, на которых видно, что берега Пясино были покрыты слоем топлива толщиной около 10 см.
В 2020, 2021 и 2022 годах «Норникель» совместно с Сибирским отделением РАН организовал Большую Норильскую экспедицию I, II и III, целью которой было изучение последствий аварии. В состав экспедиции вошли гидрологи, почвоведы, биологи, зоологи и мерзлотоведы. Согласно первым результатам экспедиции за 2020 год, состояние природной среды было признано «удовлетворительным» от реки Амбарной до истоков реки Пясины и «отличным» — от устья реки Тарея до Карского моря. Исследование показало, что загрязнение донных отложений распространилось на расстояние около 31 км от места аварии, сосредоточившись в ручье Безымянный, реках Далдыкан и Амбарная, а также в устье Амбарной. Средняя концентрация алифатических углеводородов (УВ) в этих районах составила 1457 мкг/г. В то же время загрязнение в озере Пясино и реке Пясина оказалось значительно ниже — 21 мкг/г, что в 69 раз меньше. Согласно результатам экспедиции, дизельное топливо всё же достигло озера и вышло за его пределы. В исследованных рыбах были обнаружены как дизельное топливо, так и загрязнение тяжёлыми металлами в печени — рыба в этой экосистеме не являлась безопасной для употребления в пищу. К 2022 году специалисты экспедиции пришли к выводу, что самоочищение природных объектов приводит к тому, что загрязнение вымывается, рассеивается и содержание нефтепродуктов в ручье Безымянном и реках Далдыкан и Амбарная снижается. Положительную роль играют и рекультивационные работы.
К концу вегетационного сезона 2020 года на участках нефтяного загрязнения начали появляться признаки самозарастания: массовое прорастание однодольных растений, преимущественно вдоль берегов реки Амбарной, а также развитие злаков и осок из сохранившихся корневищ по периферии пятен погибшей растительности в пойме. В 2021 году зарастание продолжилось, однако в мочажинах, где застаивалась вода, оставались плёнки нефтепродуктов и ощущался их запах. По состоянию на 2023 год, несмотря на активное самозарастание, сохранялись небольшие участки, на которых растительность практически отсутствовала. Экологи связывают это с высокими концентрациями нефтепродуктов в почве.
Превышение концентрации нефтепродуктов в воде вызывает цветение водоёмов, снижение содержания растворённого кислорода и увеличение концентрации сероводорода, что делает воду непригодной для типичных представителей флоры и фауны. Это также приводит к возможной смене видового состава. В воде были обнаружены повышенные концентрации серы и железа, которые в три раза превышали предельно допустимую концентрацию (ПДК) по рыбохозяйственному нормативу. Разливы топлива в условиях вечной мерзлоты постепенно перерабатываются почвенными микроорганизмами. Этот процесс снижает загрязнение, однако при этом высвобождается парниковый газ — диоксид углерода.
Хотя основные последствия выброса нефтепродуктов в Норило-Пясинскую водную систему были устранены, местные экологи отмечают, что в целом экологическая ситуация в Норильском промышленном районе и его окрестностях остаётся сложной. Так, собранные журналистами независимого издания «Кедр» пробы после 2021 года не зафиксировали превышения предельно допустимой концентрации нефтепродуктов — показатель оказался меньше 0,005 мг/дм3 при предельно допустимой концентрации 0,05 мг/дм3. Однако при этом были зафиксированы превышения по сульфат-аниону (в 5,2 раза), железу (в 3,2 раза), меди (в 3 раза) и никелю (в 42 раза). Вода в соседних реках по-прежнему оставалась красной от дизельного топлива и постоянного выброса вредных веществ. Берега реки Щучьей, протекающей через центр Норильского промышленного района — вдоль Медного завода, обогатительной фабрики и других объектов, по-прежнему остаются красного цвета от окислившейся пульпы. В реке также зафиксировано сильное превышение концентраций железа, меди и никеля. В «Норильском никеле» состояние реки Щучьей не комментируют.

### Социальные

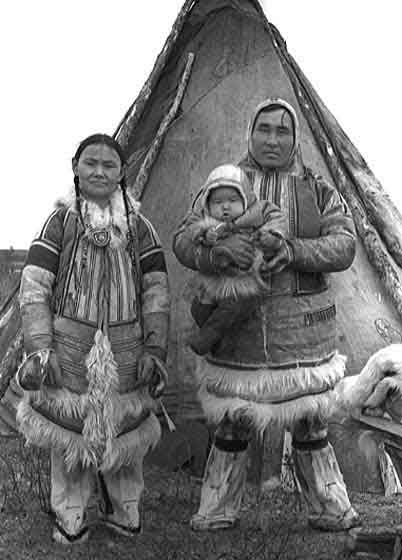
Представители народа нганасанов, 1927 год. Один из самых малочисленных коренных народов России

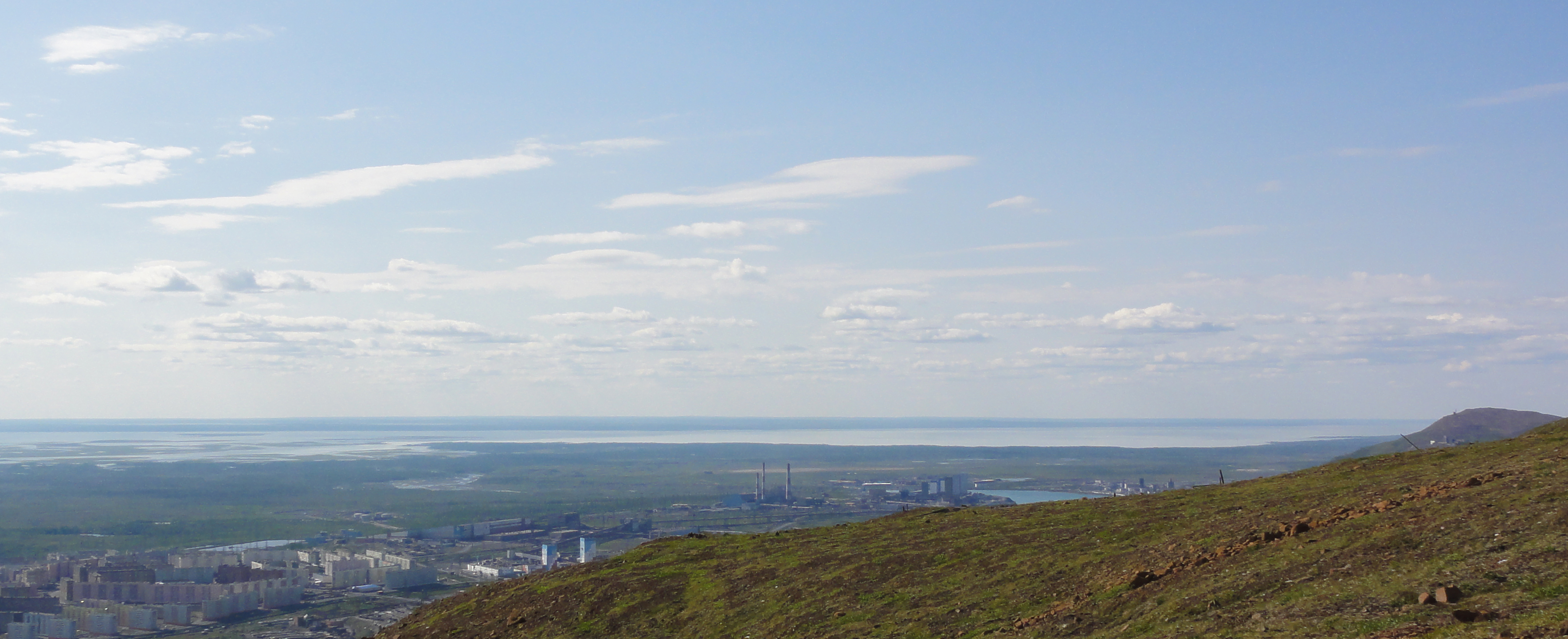
Место традиционной охоты коренного населения — Устье реки Норильской и южная часть озера Пясино, 2011 год

Разлив нефтепродуктов на Таймыре оказал негативное влияние на образ жизни, традиционный уклад и здоровье малочисленных народов Севера. К северу от Норильска проживают долганы, ненцы, нганасаны, эвенки и энцы. Они охотятся, ловят рыбу и пасут оленей на озёрах и реках недалеко от норильского промышленного комплекса. Согласно переписи населения 2010 года, на Таймыре проживали 10 132 представителя коренных народов, что составляет почти 30 % от общей численности населения региона.
За многие годы существования норильского промышленного комплекса земля вокруг Норильска оказалась отравлена промышленными отходами. Ещё в 2016 году река Далдыкан, впадающая в озеро Пясино, приобрела ржаво-красный оттенок из-за разлива промышленных сточных вод. В самом озере Пясино со временем практически исчезла популяция рыб. Кроме того, воды по течению реки пересекают путь крупнейшему в мире стаду диких северных оленей, численность которого сократилась более чем на 40 % с 2000 года. Продолжительность пребывания северных оленей на их традиционном летнем пастбище и месте отела на прибрежных равнинах теперь составляет всего 63 дня, что составляет треть от того, что было в 1960-х годах.
После разлива дизеля рыба на реке Пясина полностью исчезла, что было зафиксировано в ходе совместного расследования «Новой газеты» и экологов «Гринпис». Поэтому часть коренных народов, напрямую зависящих от рыболовства, оказалась на грани выживания, включая исчезающий народ нганасанов, численность которого на 2020 год составляла всего 700 человек. Они проживали в двух поселках — Усть-Авам и Волочанка, расположенных на реке Дудыпта, притоке Пясины. Молодые мужчины занимались рыболовством на реке Пясине, заработка от продажи рыбы хватало для выживания в сезон. Однако после загрязнения реки промысел был прекращён. Опрос среди коренного населения показал, что 4 % респондентов считали, что информация об аварии и мерах по её устранению была неполной. Более 80 % сообщили о своей обеспокоенности ситуацией, а 71 % отметили, что их жизнь изменилась после разлива топлива — ухудшилось качество жизни, повысилась опасность рыболовства в загрязнённых водоёмах.
К 2020 году практически единственной организацией в России, представляющей интересы коренных народов, оставалась Ассоциация коренных малочисленных народов Севера, Сибири и Дальнего Востока Российской Федерации (АКМНСС и ДВ), которая, будучи изначально независимой, с 2014 года оказалась под контролем государства в результате давления со стороны федеральных властей. Альтернативные организации поддержки коренных народов, такие как Центр содействия коренным малочисленным народам Севера (ЦСКМНС), были признаны «иностранными агентами» и впоследствии ликвидированы.
После разлива дизельного топлива на Таймыре Ассоциация обратилась к Владимиру Путину с предложением разработать федеральную программу для защиты среды обитания коренных народов. Предложения включали экологическую экспертизу, мониторинг состояния окружающей среды и компенсацию ущерба пострадавшим общинам. Экспертиза, проведённая по инициативе Ассоциации, оценила убытки коренных народов в 175 млн рублей. Однако расчёты не учитывали потери по оленеводству, охотничьему промыслу и собирательству, сосредоточившись исключительно на рыболовстве. В 2020 году «Норникель» выделил около 94 млн рублей для поддержки коренных народов и компенсации экологического ущерба. Компания также пообещала выделить 2 млрд рублей в течение пяти лет на поддержку коренных народов Таймыра. Однако значительная часть средств не дошла до местного населения. Например, выплаты составляли около 250 тысяч рублей на человека. В соглашениях от «Норникеля» содержались условия, по которым общины отказывались от права на дальнейшие компенсации. Всего компенсацию получили 669 человек, представители общин и частные рыбаки, однако частные фермеры региона остались без поддержки.
Отдельные активисты коренных народов пытались привлечь внимание к проблеме своими силами. Долганы, один из коренных народов региона, стали первыми, кто начал распространять информацию о загрязнении реки Амбарной. В августе 2020 года представители коренных народов «Абориген-Форум» обратились к главе компании SpaceX Илону Маску с просьбой больше не закупать продукцию «Норникеля», пока на Таймыре и в Мурманской области не будет проведена независимая оценка накопленного экологического ущерба от деятельности компании. Также авторы обращения требовали компенсации влияния загрязнения на коренные народы, подготовки и реализации плана рекультивации загрязненных компанией территорий, изменения политики в отношении коренных народов с учётом Декларации о правах коренных народов. В 2021 году делегация с российского севера, включая Родиона Суляндзигу, прилетела в Швейцарию, чтобы привлечь внимание местных банков к последствиям разлива дизельного топлива в Норильске. Они призвали банки использовать свое влияние, чтобы заставить компанию «Норникель» соблюдать экологические стандарты и учитывать интересы коренных народов. Крупнейшие банки Швейцарии Credit Suisse и UBS входят в десятку крупнейших инвесторов «Норникеля». В Швейцарии российские правозащитники встретились с представителями Credit Suisse и UBS, а также швейцарскими чиновниками.
После аварии на ТЭЦ-3 компания «Норникель» заявила о намерении выстроить новую политику взаимодействия с коренными малочисленными народами Севера (КМНС), включающую программы поддержки и компенсации. В 2024 году Совет директоров утвердил соответствующий документ, в котором «Норникель» признаёт уязвимость коренных народов, их право на определение собственных приоритетов и выражает уважение к их культуре, традициям и наследию. Компания проводит консультации с представителями КМНС в рамках инвестиционной и операционной деятельности. Предусмотрено проведение независимого аудита исполнения положений политики, соглашений и совместных программ каждые три года. Также внедрён механизм рассмотрения жалоб.

### Политические

У России есть обширная заявка на морское дно в Арктическом регионе. Большая розовая зона отражает текущую заявку на расширение континентального шельфа России

Вопрос о реальных масштабах загрязнения в результате разлива топлива оказался сильно политизирован. Авария произошла за год до председательства России в Арктическом Совете, когда Владимир Путин заявил, что главной повесткой России станет охрана природы и обеспечение высоких экологических стандартов в Арктике.
Россия активно ведёт арктическую политику, рассматривая Арктику как приоритетную зону для освоения природных ресурсов, использования морей в качестве транспортной системы и поддержания военного присутствия. Считается, что борьба с изменением климата не является приоритетом российской политики, поскольку запасы ископаемого топлива имеют ключевое значение для экономики страны: глобальное потепление может быть выгодным для страны, так как таяние льдов открывает доступ к новым залежам полезных ископаемых. Исследование 2019 года показало, что примерно половина Сибири может стать пригодной для сельского хозяйства к 2080 году. Помощник президента Российской Федерации Николай Патрушев публично заявил, что рассматривает изменение климата как способ усиления влияние России на международной арене. После разлива топлива на резервуаре в Норильске в 2020 году Патрушев заявил, что такие промышленные аварии «играют на руку тем, кто стремится дискредитировать политику России в Арктике», и подчеркнул важность повышения безопасности и надежности этих объектов. Однако исследователи считают, что изменения климата приведут скорее к негативным последствиям: Россия уже испытывает последствия изменения климата, от которых страна страдает и плохо подготовлена к их смягчению или адаптации. Кроме того, российское правительство отказывается разрабатывать альтернативные планы, связанные с переходом на возобновляемые источники энергии.
Авария на «Норникеле» выявила значительную уязвимость инфраструктуры российского Севера и Арктики перед глобальным потеплением. По оценке The Washington Post, авария на «Норникеле» продемонстрировала потенциальную уязвимость российской инфраструктуры в Арктике: потепление в регионе происходит более чем втрое быстрее среднего мирового уровня, а таяние мерзлоты создаёт риски для устойчивости резервуаров, трубопроводов, жилых зданий и транспортных систем. Эксперты, цитируемые изданием, указывают на возможность повторения подобных аварий в будущем и подчёркивают необходимость пересмотра стратегического подхода к освоению Арктики — не только для России, но и для других стран. По мнению руководителя энергетической программы российского отделения Greenpeace Владимира Чупрова, разлив топлива стал фактическим ударом не по «Норникелю», а по «имиджу России в Арктическом совете». Согласно оценке польского аналитического центра OSW, российскому руководству пришлось отреагировать решительно и назначить рекордный штраф в 146 млрд рублей: с учётом приближающегося председательства России в Арктическом совете, игнорирование аварии противоречило бы её заявлениям о приоритетности экологической повестки и могло бы негативно повлиять на статус страны в Совете. Районы вечной мерзлоты обеспечивают около 15 % добычи нефти и 80 % газовых операций в России. Значительная часть энергетической инфраструктуры страны, расположенная в Арктике, устарела и может не выдержать изменений несущей способности, вызванных изменением климата. «Гринпис» отметил, что разлив нефти в Норильске стал лишь одним из сотен нефтяных инцидентов, ежегодно происходящих по всей России: ежегодно около 5 млн тонн нефти вытекают на территории страны.
Климатические изменения могут повлиять и на уязвимость российских военных объектов в Арктике. Восемнадцать арктических военных баз, портов и центров поисково-спасательных операций находятся в районах сплошной, прерывистой или пятнистой вечной мерзлоты. Пять военных объектов, включая авиабазу Нарьян-Мар, авиабазу Рогачево, авиабазу Воркута, аэродром Провидения и авиабазу Анадырь-Угольный, находятся в зонах вечной мерзлоты с прогнозируемым средне-высоким или высоким риском значительной деградации инфраструктуры к 2050 году из-за таяния мерзлоты. Аэродром Амдерма уже заброшен и серьёзно поврежден в результате изменений в вечной мерзлоте.

### Последствия для «Норникеля»

#### Материальные
Стоимость вытекшего из резервуара топлива составила 980 млн рублей. Однако потеря топлива никак не повлияла на работу объектов ТЭЦ — система станции функционировала на газе, а дизельное топливо использовалось лишь как резервное. Авария также не оказала критического влияния на выручку и рейтинг компании. В 2019 году, за год до аварии, выручка ПАО ГМК «Норникеля» составила почти $ 14 млрд, а чистая прибыль — $ 6 млрд. Спустя пять дней после аварии, 4 июня, акции «Норильского никеля» стали лидером падения на торгах Московской биржи, подешевев почти на 7,5 %. На следующий день их снижение превысило 9 %. В 2020 году «Норникель» был исключён из экологического рейтинга WWF России. Составители рейтинга отметили, что разлив дизельного топлива на Таймыре продемонстрировал серьёзные последствия недостатков в управлении экологическими рисками и воздействиями. Сразу после аварии состояние Владимира Потанина сократилось примерно на $ 1,5 млрд, однако даже с учётом потерь его состояние оставалось на уровне $ 25,2 млрд, что позволяло ему оставаться богатейшим бизнесменом страны. После выплаты штрафов и компенсаций правление «Норникеля» избежало каких-либо серьёзных последствий и продолжило работу. Несмотря на аварию, по итогам 2020 года компания увеличила выплаты топ-менеджменту до почти 6,5 млрд рублей. Руководство компании подверглось критике, в том числе со стороны Валентины Матвиенко, которая заявила, что менеджмент «Норникеля» игнорировал предписания Ростехнадзора.

#### Репутационные
Компания понесла большой репутационный ущерб. «Русал», владеющий более 20 % акций «Норникеля» и прямо соперничающий с «Интерросом» Потанина за контроль, обвинил компанию в систематическом несоблюдении экологической безопасности, что приводит к авариям. Позиция «Русала» и его основного владельца Олега Дерипаски сводилась к тому, что это делает «Норникель» менее привлекательным для европейских инвесторов, учитывающих ESG-факторы, а системное игнорирование ESG может привести к потере долгосрочных инвесторов. Дерипаска выступил с заявлением, что высшее руководство в «Норникеле» необходимо сменить. После обращения представителей коренных народов Таймыра к партнёрам «Норникель», ряд компаний, включая Tesla, финансовый конгломерат Credit Suisse и немецкий химический концерн BASF запросили у «Норникеля» документы об аварии, чтобы оценить возможность дальнейшего партнёрства.
На разливе топлива в Норильске аварии на предприятиях «Норникеля» не закончились. В феврале 2021 года обрушились конструкции Норильской обогатительной фабрики (НОФ), в результате чего трое рабочих погибли под завалами, а пятеро получили тяжёлые травмы. В эти же дни были затоплены крупнейшие рудники компании — «Октябрьский» и «Таймырский». Руководитель фабрики был отстранён от должности. 17 мая 2021 года в промзоне Дудинки на нефтебазе АО «Таймырская топливная компания» были обнаружены протечки дизельного топлива из резервуара № 99. Летом 2021 года 10 вагонов сошли с рельсов на железной дороге Заполярного филиала компании «ГМК Норильский никель», что привело к возгоранию цистерны с дизельным топливом. В апреле 2021 года незапланированная инспекция НТЭК и «Норильсктрансгаза» вызвала опасения по поводу возможных новых аварий на нефтяных объектах в Арктике, управляемых «Норникелем». Согласно данным инспекторов Росприроднадзора, компании не устранили большое количество ранее выявленных нарушений. «Таймырская энергетическая компания» устранила лишь 38 из 115 нарушений, а «Норильсктрансгаз» — 42 из 81 нарушения.
Многие международные организации подвергли «Норникель» резкой критике. Российское отделение «Гринпис» заявило, что на восстановление природы на Таймыре может понадобиться более 10 лет. Организация обратилась к Михаилу Мишустину с просьбой провести внеплановую проверку соблюдения природоохранного законодательства и проверить технические нормативы на всех объектах в Арктике. По мнению экологов, эта авария стала первым подобным происшествием в Арктике, и власти должны изменить природоохранное законодательство, которое, по их словам, «создает ощущение безнаказанности у природопользователей» за нанесение вреда окружающей среде. Кроме того, «Гринпис» выступил с заявлением, в котором отметил, что «Норникель» может избежать полноценного наказания и добиться снижения финансовых издержек на устранение последствий происшествия.
После утечки топлива в 2020 году «Норникель» инициировал кадровые перестановки и начал активно инвестировать в проверку и реконструкцию объектов инфраструктуры, а также в экологические программы. Разлив дизельного топлива в 2020 году стал первым серьёзным сигналом о системных проблемах в промышленной безопасности и экологической политики «Норникеля». И в 2021 году, уже после обрушения на Норильской обогатительной фабрике, приведшего к гибели трёх человек, «Норникель» провёл структурные изменения. Компания начала активно инвестировать в проверку и реконструкцию объектов инфраструктуры, а также в экологические программы. Была учреждена новая должность — вице-президента по экологии и промышленной безопасности, которую занял Станислав Селезнёв, ранее возглавлявший департамент экологии. В отставку был отправлен первый вице-президент Сергей Дяченко. Также были назначены новые ответственные за промышленную безопасность, а должность независимого директора занял Евгений Шварц, который в 2004—2019 годах работал директором по природоохранной политике российского отделения WWF. В 2024 году «Норникель» сообщил о запуске масштабного экологического проекта, направленного на сокращение выбросов диоксида серы на 45 % в Норильске. Производство на Надеждинском металлургическом заводе, расположенном в 16 километрах от Норильска, началось в рамках данного проекта. Компания планирует инвестировать в этот этап 180 млрд рублей ($ 1,93 млрд), чтобы достичь снижения выбросов к 2025 году по сравнению с уровнями 2015 года.
Формально поддержка экологических программ началась ещё в 2011 году, когда Государственный пенсионный фонд Норвегии, владевший акциями компании, продал свои доли из-за того, что совет по этике министерства счел, что «Норникель» не проявляет должных усилий по борьбе с загрязнением среды. Это стало сигналом для российского бизнеса о необходимости внедрения стандартов экологического, социального и корпоративного управления. С того момента компания вложила более $ 2 млрд в экологические инициативы. Однако несмотря на заявленные планы по снижению выбросов серы с 1 млн тонн до 213 тыс. тонн к 2015 году за счёт улавливания серы и её переработки, на 2015 год выбросы оставались на уровне 1 млн тонн. Причинами стали финансовый кризис 2008 года и внутренние конфликты между акционерами компании — Олегом Дерипаской и Владимиром Потаниным, которые продолжались до 2012 года. За 2017—2018 годы компания потратила около 5 % своей выручки на охрану окружающей среды. Впоследствии компания перенесла планы по снижению выбросов серы на 2025 год. Для охраны экологии компания инициировала программы «Серный проект» стоимостью $ 3,5 млрд, в рамках которой был закрыт в 2017 году Никелевый завод на юге Норильска.
Местные власти выразили энтузиазм по поводу новых программ «Норникеля», рассматривая их как возможность преобразить город для «новой эпохи». По мере того как компания переориентирует свой бизнес на обслуживание отрасли чистой энергетики, город и регион планируют строительство новых культурных объектов, современной больницы, реконструкцию жилья и создание Арктического музея современного искусства. Российские власти ожидают, что удалённые районы, такие как Норильск, станут более доступными благодаря таянию льдов на арктических реках и Северному морскому пути. Губернатор Красноярского края Александр Усс предложил сделать Норильск официальной столицей российской Арктики. В 2024 году Потанин заявил, что планирует перевести плавильные мощности Медного завода в Китай: сам завод остается и продолжает работать после 2027 года, только без плавильных мощностей. Миллиардер обосновал свое решение санкциями в связи с вторжением России в Украину и проблемами с реализацией масштабной экологической программы. Согласно новому проекту, руду будут добывать в России и отправлять на переработку в Китай.

### Изменения в законодательстве
После разлива топлива в Норильске Владимир Путин поручил правительству изменить природоохранное законодательство страны, чтобы «такие ситуации, как в Норильске, больше не повторялись». 13 июля 2020 года Владимир Путин подписал Федеральный закон «О внесении изменений в статью 46 Федерального закона „Об охране окружающей среды“ и отдельные законодательные акты Российской Федерации». Согласно закону, финансирование мероприятий по предупреждению и ликвидации разливов нефти и нефтепродуктов возлагается на эксплуатирующие организации. В случае разлива нефти или нефтепродуктов они обязаны немедленно приступить к локализации и ликвидации последствий, а также своевременно уведомлять компетентные органы о произошедшем инциденте. Законопроект был внесён правительством и принят в первом чтении ещё в марте 2018 года, после чего «завис» в согласованиях ко второму чтению. Ситуация изменилась только после аварии в Норильске.
31 июля 2020 года Владимир Путин подписал поправки в Бюджетный кодекс, согласно которым все платежи по искам о возмещении вреда водным объектам, находящимся в федеральной собственности, зачисляются в федеральный бюджет. Если вред причинён водным объектам в региональной или муниципальной собственности, соответствующие платежи направляются в региональный или местный бюджет. Эти изменения позволили направить практически всю сумму штрафа, наложенного на «Норникель», в федеральный бюджет.
21 декабря 2021 года Путин подписал закон, вводящий штрафы за отсутствие системы оповещения о разливах нефти и предоставление недостоверных данных. Юридическим лицам грозит штраф от 100 до 300 тысяч рублей, при повторном нарушении — от 500 тысяч до 1 млн рублей.
По итогам пленарного заседания Восточного экономического форума 3 сентября 2021 года Путин также поручил правительству создать систему мониторинга изменений вечной мерзлоты в России. Закон, подготовленный Минприроды России, был принят в июне 2023 года. В ноябре того же года Михаил Мишустин подписал постановление о создании и функционировании системы государственного фонового мониторинга состояния многолетней мерзлоты. Мониторинг будет осуществляться на базе наблюдательной сети Росгидромета. Планируется, что система мониторинга охватит территории от Кольского полуострова до Чукотки на севере и до Республики Тыва и Алтайского края на юге. Первый этап в 2023 году был направлен на разработку методов и технологий мониторинга и их тестирование в Арктической зоне России. Второй этап (2024—2025 годы) подразумевает проведение мониторинга на всей территории криолитозоны страны. После аварии 2020 года «Норникель» также внедрил собственную систему мониторинга состояния вечной мерзлоты на своих объектах. Эта система была отмечена премией в 2024 году. В 2021 году стало известно, что «Норникель» до 2026 года вложит 12,4 млрд рублей в систему геотехнического мониторинга в Норильском промышленном районе.
Однако экологи раскритиковали принятый законопроект, отметив, что полагаться только на фоновый мониторинг недостаточно. По их мнению, для получения полноценной картины таяния льдов необходим также геотехнический мониторинг. Фоновый мониторинг позволяет фиксировать изменения состояния мерзлоты и параметров мёрзлых толщ под влиянием изменения климата, но не учитывает техногенные факторы. Геотехнический мониторинг, напротив, охватывает наблюдения на объектах техногенеза: дорогах, трассах различных трубопроводов, а также в основаниях промышленных объектов, жилых зданий и сооружений социальной инфраструктуры.